# Schallbach
Schallbach település Németországban, azon belül Baden-Württembergben. Lakosainak száma 832 fő (2023. december 31.).

## Népesség
A település népessége az elmúlt években az alábbi módon változott:
| Lakosok száma | 394  | 407  | 454  | 543  | 595  | 645  | 653  | 728  | 739  | 832  |
|               | 1961 | 1967 | 1974 | 1980 | 1987 | 1993 | 2000 | 2006 | 2013 | 2023 |